# Anna Posner
Anna Posner (ur. 22 sierpnia 1917 w Sèvres, zm. 25 grudnia 2001 w Paryżu) – francuska tłumaczka literatury polskiej polskiego pochodzenia.

## Życiorys
Absolwentka Sorbony, gdzie studiowała filozofię. Podczas II wojny światowej uczestniczyła w ruchu oporu; była więźniarką obozu Auschwitz-Birkenau. Tłumaczyła głównie literaturę współczesną. 

## Wybrane przekłady[1]
- drobne utwory w numerze specjalnym miesięcznika Europe poświęconym literaturze polskiej (lipiec 1960)
- Listy do pani Z. Kazimierza Brandysa (1961)
- Podróż Stanisława Dygata (1963)
- wybór opowiadań Sławomira Mrożka w zbiorach L'Éléphant (1964) oraz Les porté-plume (1965)
- wybór opowiadań Adolfa Rudnickiego w zbiorze Les fenêtres d'or (1966)
- Kochankowie z Marony Jarosława Iwaszkiewicza (1970)
- Niezwyciężony Stanisława Lema (1972)
- Głos Pana Stanisława Lema (1976)
- Chleb rzucony umarłym Bogdana Wojdowskiego (1977)
- Szekspir współczesny Jana Kotta
- Narodziny herezji Tadeusza Manteuffela
- Wykłady z dziejów logiki Tadeusza Kotarbińskiego
- Struktura klasowa w świadomości społecznej Stanisława Ossowskiego
- Ekonomia polityczna Oskara Lange

## Nagrody i odznaczenia
- Nagroda literacka ZAiKS-u dla tłumaczy (1967)[3]
- Nagroda Stowarzyszenia Francja-Polska (1970)
- Odznaka honorowa „Zasłużony dla Kultury Polskiej” (1975)[1]